# Juliëtte Roos
Jenny Juliëtte Roos (Amsterdam, 13 augustus 1865 – Den Haag, 27 oktober 1957) was een Nederlands actrice.

## Levensloop
Juliëtte Roos, voor intimi Jetje/Jet, was dochter van muziekmeester Jurriaan Roos en actrice Alida Termate. In de voetsporen van haar moeder stond ze al op zevenjarige leeftijd op de podia, al waren het kinderrolletjes bij een rondtrekkend gezelschap. Haar debuut zou hebben plaatsgevonden in Groningen. Haar moeder overleed in 1876, haar vader in 1869.    
Tussen 1879 en 1884 kreeg Juliëtte haar opleiding aan de Amsterdamse Toneelschool. Daarna volgden tal van verbintenissen, in gang gezet door Maria Kleine-Gartman. Ze begon bij de troep rondom Eduard Bamberg en Jean Charlier met optredens in Grand Théâtre des Variétés in de Amstelstraat. Daarna volgde het gezelschap van Abraham Israël van Lier (Gebroeders van Lier, 1886-1888) en het "Koninklijke Vereeniging Het Nederlandsch Tooneel" (1888-). 
In 1889 trouwde Julliëtte met de schilder Gerard Muller, van wie zij in 1904 scheidde. Tijdens het huwelijk trad zij niet op; ze nam een rustpauze aan het toneel om haar kind op te voeden en kunstreizen met haar man te ondernemen. Hun zoon Karel Muller, een enigszins bekend vliegenier, trouwde eerst met Julia Josepha de la Mar, een dochter van toneelspeler Fer de la Mar, scheidde na vijf jaar en hertrouwde met actrice Vera van Haeften.
In 1906 hertrouwde Juliëtte met de kapelmeester Jacobus Johannes van Amerom. Met hem had zij een dochter. Ook dit huwelijk hield geen stand, maar eindigde in 1919 met een scheiding.
Vanaf 1902 trad Juliëtte weer op bij het Lyrisch Tooneel (met voorstellingen in het Paleis voor Volksvlijt, Willem Royaards, Henri Brondgeest en Gustave Prot). Ook speelde ze bij Louis Davids en Marga Graf (1914-1916), Cees Laseur (Centraal Tooneel), Cor Ruys, Eduard Verkade en ten slotte bij Cor van der Lugt (Hofstad Tooneel vanaf 1931). Ze speelde gedurende haar leven allerlei rollen, van zeer kleine bijrollen en travestierollen tot hoofdrollen. Ze trad niet alleen bij het toneel op, maar speelde ook in operettes en pantomimes (Pierrot in De verloren zoon op muziek van haar man Van Amerom).
Haar eigenlijke laatste rol was in 1931 in Miquette en haar moeder. Daarna werd ze door Cor van der Lugt nog wel eens opgeroepen. Eind 1937 verdween ze definitief van de podia: ze was toen 72 jaar oud.  
Vanaf 1921 woonde Juliëtte in Den Haag. Daar overleed ze in 1957 op 92-jarige leeftijd bij haar dochter en schoonzoon in huis aan de Laan Copes van Cattenburch 91.
1. ↑  gezinskaart bij het Haags Gemeentearchief. Geraadpleegd op 23-2-2025.